# Phoenicoprocta aurantipatagiata
Phoenicoprocta aurantipatagiata är en fjärilsart som beskrevs av Max Wilhelm Karl Draudt 1931. Phoenicoprocta aurantipatagiata ingår i släktet Phoenicoprocta och familjen björnspinnare. Inga underarter finns listade i Catalogue of Life.